# Dub (Wieprzowe Jezioro)
Dub – część kolonii Wieprzowe Jezioro w Polsce położona w województwie lubelskim, w powiecie tomaszowskim, w gminie Tomaszów Lubelski.
W latach 1975–1998 Dub administracyjnie należał do województwa zamojskiego.
Wierni Kościoła rzymskokatolickiego należą do parafii Zwiastowania Najświętszej Maryi Panny w Tomaszowie Lubelskim.